# 西福
西福（せいふく）は、福岡県福岡市にある以下の大学からなる大学群である。福西（ふくせい）とも呼ぶ。
- 西南学院大学（早良区西新）
- 福岡大学（城南区七隈）

## 概要
西南学院高等学部出身の溝口梅太郎が、福岡高等商業学校（現在の福岡大学）を創立した由縁がある。両大学の硬式野球部は九州六大学野球連盟に所属しているが、毎年春に福岡ドームで行われる公式戦は西福戦（福西戦）と呼ばれており、双方の応援者による応援合戦も行われている。これらは学校行事としても認知されているほか、地元でもしばしば話題になる。このように両大学の対校関係は、元々は大学野球の対戦カードを中心として成立した経緯がある。
両大学は、九州地方の総合私立大学としては入試難易度最上位グループを占めることから、いわゆる受験スラングとしても「西福（西南・福大）」「福西（福大・西南）」という言葉が定着している。例えば、河合塾の大学受験科には「西南・福大選抜文系スタディサポートコース」、代々木ゼミナールの大学受験科には「西南・福大文系」コース等の講座がある。また、北九州予備校では毎年11月に「西南・福大プレテスト」という模試が実施されており、これらを始めとして地元九州の各々の予備校のコースや高校の大学合格実績等で、受験スラングとして用いられている事例が数多く見受けられる。

## 西福戦（福西戦）
大学野球の西福戦（福西戦）は約60年以上続く伝統の試合で、「九州の早慶戦」と呼ばれることもある。かつては球場が満席になる目玉カードだったが、20世紀末までには両チーム間の実力差が顕著になったことや他スポーツの台頭もあり、野球の西福戦に関しては人気が低迷している。
2006年には西南学院大学関係者を中心に米大リーグにあやかったファンサービスの企画を取り入れた。試合では米国人DJによるメンバー紹介や、攻守交代間のBGM演奏のほか、ミニゲームを実施するなど西福戦を盛り上げる企画を実施している。

### 西福戦（福西戦）の名勝負
1997年11月末、閉鎖が間近に迫った福岡市平和台球場での最後の西福戦（福西戦）があった。雨がふりしきる中、試合は球場との名残を惜しむかのように延長13回までもつれこむ熱戦が展開された。結果は西南学院大学が福岡大学にサヨナラ勝ちし、球場最後の大学野球をしめくくった。当時下位に低迷していた西南学院大学が、人数でやや勝る応援団の後押しを受けて健闘し、リーグ戦で首位を走っていた福岡大学を下す番狂わせの名勝負を演じた。